# CONCACAF Caribbean Cup 2023
Der CONCACAF Caribbean Cup 2023 war die erste Austragung des Wettbewerbs für karibische Vereinsmannschaften. Das Turnier begann am 23. August mit dem ersten Spieltag der Gruppenphase und endete mit den Finalspielen am 30. November und 6. Dezember 2023.
Der surinamische Verein SV Robinhood gewann den Wettbewerb durch einen 3:0-Gesamtsieg in den Finalspielen gegen den Cavalier FC aus Jamaika. Damit qualifizierten sich die beiden zusammen mit dem Drittplatzierten, dem Moca FC aus der Dominikanischen Republik, für den CONCACAF Champions Cup 2024. Torschützenkönig wurde der Jamaikaner Shaniel Thomas vom Cavalier FC mit acht Toren. Zum besten Spieler des Wettbewerbs wurde der Surinamer Renske Adipi ernannt.

## Modus
Am Caribbean Cup 2023 nahmen zehn Vereine aus fünf karibischen Ländern teil. Der Wettbewerb bestand aus einer Gruppenphase und einer anschließenden Finalrunde. In der Gruppenphase wurden die Mannschaften auf zwei Gruppen mit jeweils fünf Teams verteilt. Innerhalb der Gruppen wurde eine Einfachrunde ausgespielt, bei der jeder Verein zwei Heim- und zwei Auswärtsspiele hatte. Die beiden besten Mannschaften jeder Gruppe erreichten die Finalrunde.
In der Finalrunde wurden vom Halbfinale bis einschließlich des Finals jede Runde mit Hin- und Rückspiel gespielt. Stand es nach beiden Spielen Unentschieden wurde die Auswärtstorregel angewendet. Im Halbfinale folgte danach gleich das Elfmeterschießen, während im Spiel um Platz 3 und im Finale erst noch eine Verlängerung ausgespielt wurde.

## Teilnehmerfeld
Für den Wettbewerb qualifizierten sich die folgenden zehn Mannschaften. Die zwei vorgesehenen Plätze für Haiti, dessen Liga aufgrund der Krise im Land seit 2021 nicht ausgetragen werden konnte, gingen je einer an Jamaika und die Dominikanische Republik.
| - Jamaika (Premier League 2022) - Harbour View FC - Dunbeholden FC - Cavalier FC - Dominikanische Republik (Liga Dominicana 2022) - Cibao FC - Atlético Pantoja - Moca FC |  | - Trinidad und Tobago (Premier League 2023) - AC Port of Spain - Defence Force FC - Karibik (CONCACAF Caribbean Shield 2023) - SV Robinhood - Golden Lion FC |

## Gruppenphase
Die Auslosung fand am 8. Juni 2023 in Miami statt. Die zehn Mannschaften wurden nach ihrer Platzierung im CONCACAF Club Ranking von Mai 2023 auf fünf Lostöpfe verteilt und anschließend in zwei Gruppen mit je fünf Teams gelost.
Die Gruppenersten und -zweiten qualifizierten sich für das Halbfinale, die Dritt-, Viert- und Fünftplatzierten schieden aus dem Wettbewerb aus. Bei Punktgleichheit zweier oder mehrerer Mannschaften wurde die Platzierung durch folgende Kriterien ermittelt:
1. Tordifferenz aus allen Gruppenspielen
2. Anzahl Tore in allen Gruppenspielen
3. Anzahl Punkte im direkten Vergleich
4. Tordifferenz im direkten Vergleich
5. Anzahl Tore im direkten Vergleich
6. Niedrigere Anzahl Punkte durch Gelbe und Rote Karten (Gelbe Karte 1 Punkt, Gelb-Rote Karte 3 Punkte, Rote Karte 4 Punkte, Gelbe Karte auf die eine direkte Rote Karte folgt 5 Punkte)
7. Losziehung

### Gruppe A
| Pl. | Verein           | Sp. | S | U | N | Tore    | Diff. | Punkte |
| --- | ---------------- | --- | - | - | - | ------- | ----- | ------ |
| 1.  | Cavalier FC      | 4   | 3 | 1 | 0 | 011:400 | +7    | 10     |
| 2.  | Moca FC          | 4   | 3 | 0 | 1 | 006:300 | +3    | 09     |
| 3.  | Defence Force FC | 4   | 1 | 2 | 1 | 003:400 | −1    | 05     |
| 4.  | Golden Lion FC   | 4   | 1 | 0 | 3 | 005:110 | −6    | 03     |
| 5.  | AC Port of Spain | 4   | 0 | 1 | 3 | 004:700 | −3    | 01     |

| 24. August 2023    |     |                  |                                                  |
| Defence Force FC   | 1:1 | Cavalier FC      | Hasely Crawford Stadium                          |
| 25. August 2023    |     |                  |                                                  |
| Moca FC            | 1:0 | AC Port of Spain | Estadio Cibao FC (in Santiago de los Caballeros) |
| 30. August 2023    |     |                  |                                                  |
| Golden Lion FC     | 0:1 | Defence Force FC | Stade Pierre Aliker (in Fort-de-France)          |
| 31. August 2023    |     |                  |                                                  |
| Cavalier FC        | 2:1 | AC Port of Spain | Sabina Park                                      |
| 19. September 2023 |     |                  |                                                  |
| Cavalier FC        | 3:0 | Moca FC          | Sabina Park                                      |
| 20. September 2023 |     |                  |                                                  |
| AC Port of Spain   | 2:3 | Golden Lion FC   | Hasely Crawford Stadium                          |
| 26. September 2023 |     |                  |                                                  |
| Moca FC            | 3:0 | Golden Lion FC   | Estadio Complejo Deportivo Moca 86               |
| 28. September 2023 |     |                  |                                                  |
| AC Port of Spain   | 1:1 | Defence Force FC | Hasely Crawford Stadium                          |
| 4. Oktober 2023    |     |                  |                                                  |
| Golden Lion FC     | 2:5 | Cavalier FC      | Stade Pierre Aliker (in Fort-de-France)          |
| Defence Force FC   | 0:2 | Moca FC          | Hasely Crawford Stadium                          |

### Gruppe B
| Pl. | Verein           | Sp. | S | U | N | Tore    | Diff. | Punkte |
| --- | ---------------- | --- | - | - | - | ------- | ----- | ------ |
| 1.  | SV Robinhood     | 4   | 3 | 0 | 1 | 008:400 | +4    | 09     |
| 2.  | Harbour View FC  | 4   | 2 | 1 | 1 | 006:500 | +1    | 07     |
| 3.  | Cibao FC         | 4   | 1 | 1 | 2 | 004:500 | −1    | 04     |
| 4.  | Dunbeholden FC   | 4   | 1 | 1 | 2 | 003:500 | −2    | 04     |
| 5.  | Atlético Pantoja | 4   | 0 | 3 | 1 | 004:600 | −2    | 03     |

| 23. August 2023    |     |                  |                                 |
| Harbour View FC    | 1:0 | Dunbeholden FC   | Sabina Park                     |
| 24. August 2023    |     |                  |                                 |
| Cibao FC           | 1:1 | Atlético Pantoja | Estadio Cibao FC                |
| 30. August 2023    |     |                  |                                 |
| Atlético Pantoja   | 1:1 | Dunbeholden FC   | Estadio Olímpico Félix Sánchez  |
| 31. August 2023    |     |                  |                                 |
| SV Robinhood       | 1:0 | Cibao FC         | Franklin-Essed-Stadion          |
| 20. September 2023 |     |                  |                                 |
| Atlético Pantoja   | 1:1 | Harbour View FC  | Estadio Olímpico Félix Sánchez  |
| 21. September 2023 |     |                  |                                 |
| Dunbeholden FC     | 0:2 | SV Robinhood     | Sabina Park                     |
| 27. September 2023 |     |                  |                                 |
| Harbour View FC    | 3:2 | SV Robinhood     | Independence Park               |
| 28. September 2023 |     |                  |                                 |
| Dunbeholden FC     | 2:1 | Cibao FC         | Independence Park (in Kingston) |
| 5. Oktober 2023    |     |                  |                                 |
| SV Robinhood       | 3:1 | Atlético Pantoja | Franklin-Essed-Stadion          |
| Cibao FC           | 2:1 | Harbour View FC  | Estadio Cibao FC                |

## Finalrunde

### Halbfinale
Die Hinspiele wurden am 24. und 25. Oktober, die Rückspiele am 31. Oktober und 2. November 2023 ausgetragen.
|                 | Gesamt          |              | Hinspiel | Rückspiel |
| --------------- | --------------- | ------------ | -------- | --------- |
| Harbour View FC | 0:5             | Cavalier FC  | 0:5      | 0:0       |
| Moca FC         | 1:1 (2:3 i. E.) | SV Robinhood | 1:0      | 0:1       |

### Spiel um Platz 3
Das Hinspiel wurde am 28. November, das Rückspiel am 5. Dezember 2023 ausgetragen.
|                 | Gesamt |         | Hinspiel | Rückspiel |
| --------------- | ------ | ------- | -------- | --------- |
| Harbour View FC | 2:3    | Moca FC | 1:2      | 1:1       |

### Finale
Das Hinspiel wurde am 30. November und das Rückspiel am 6. Dezember 2023 ausgetragen.
|              | Gesamt |             | Hinspiel | Rückspiel |
| ------------ | ------ | ----------- | -------- | --------- |
| SV Robinhood | 3:0    | Cavalier FC | 1:0      | 2:0       |

## Schiedsrichter
Die 28 Spiele wurden von 14 verschiedenen Schiedsrichtern aus 12 Ländern geleitet. Jeweils zwei Schiedsrichter stammten aus Guyana und St. Kitts und Nevis. Für das Finale waren der Dominikaner Adonis Carrasco (Hinspiel) und Kwinsi Williams aus Trinidad und Tobago (Rückspiel) verantwortlich.
| Schiedsrichter    | Land                           | Spiele |     |   |   |
| ----------------- | ------------------------------ | ------ | --- | - | - |
| Adonis Carrasco   | Dominikanische Republik        | 02     | 004 | 0 | 0 |
| Cleon Culley      | Guyana                         | 01     | 007 | 0 | 0 |
| Norberto da Silva | Curaçao                        | 02     | 010 | 0 | 0 |
| Ricangel de Leça  | Aruba                          | 02     | 014 | 0 | 1 |
| Steffon Dewar     | Jamaika                        | 01     | 002 | 0 | 0 |
| Carl-Henry Elie   | Haiti                          | 01     | 008 | 0 | 1 |
| Moeth Gaymes      | St. Vincent und die Grenadinen | 01     | 000 | 0 | 0 |
| Shavin Greene     | Guyana                         | 03     | 005 | 0 | 0 |
| Reginald Gumbs    | St. Kitts und Nevis            | 02     | 007 | 0 | 0 |
| Yadel Martínez    | Kuba                           | 03     | 012 | 0 | 0 |
| Ken Pennyfeather  | Antigua und Barbuda            | 02     | 013 | 0 | 0 |
| Reon Radix        | Grenada                        | 03     | 013 | 0 | 0 |
| Kimbell Ward      | St. Kitts und Nevis            | 03     | 011 | 0 | 1 |
| Kwinsi Williams   | Trinidad und Tobago            | 02     | 010 | 1 | 0 |
| Gesamt            | Gesamt                         | 28     | 116 | 1 | 3 |